# 九州新幹線指令システム
九州新幹線指令システム（きゅうしゅうしんかんせんしれいシステム、通称SIRIUS（シリウス）：Super Intelligent Resource and Innovated Utility for Shinkansen Management）とは、列車の運行管理や制御機器の監視などを総合的に行う列車運行管理システム(PTC)の一種であり、九州旅客鉄道（JR九州）が九州新幹線で運用しているコンピュータシステムである。通称は、おおいぬ座にある1等星シリウスに由来し、地球上から見える最も明るい恒星であるため、最も光輝くシステムをイメージしている。

## 概要
2004年3月13日に九州新幹線の新八代駅 - 鹿児島中央駅間の部分開業において導入された運行システムであるが、当時は新八代駅において鹿児島本線（在来線）の特急リレーつばめと九州新幹線のつばめとの乗り継ぎが行われていたため、JR九州管内主要在来線の運行管理システムである、総合指令システム（通称JACROS）の運行情報管理装置と在来線PRCに接続して、ダイヤ情報などの授受を行い、お互いの運行状況を共有して、博多 - 新八代 - 鹿児島中央間を1つの区間とし、あたかも1つの列車として運行するシステムが採用されていたが、2011年3月12日の新八代駅 - 博多駅間の開業による全線開業後も、JACROSとの接続は続いている。また、全線開業前の2010年11月には、JR東海・JR西日本の新幹線運行管理システム（COMTRAC）と接続されており、これにより山陽新幹線との間で直通運転列車の運行が可能となっている。

### システム構成
運行ダイヤ・輸送計画・指令情報伝達・旅客案内・車両・設備・保守作業計画などを総合的に管理するシステムであり、実施系の運行管理システム・指令情報伝達旅客案内システム・電力遠制システム・列車無線システム、計画系の作業計画管理システム・輸送計画作成管理システム、設備管理系の設備管理システム・車両管理システム・防災情報信通設備管理システムの9つのサブシステムから構成されている。
以下に9つのサブシステムの役割について説明する。
運行管理システム
前日・当日・翌日・翌々日の4日間の列車ダイヤを管理して、これらを基に自動進路制御と列車追跡を行うPRC装置、各駅での連動装置やATC装置への進路・制限速度制御などの制御情報の送信・各駅での信号機や軌道回路などの沿線状態を送信して状態を表示するCTC装置、全線で臨速による速度制限制御を行う中央臨時速度制限装置の3つの装置で構成されており、ATCなどの進路の制御と列車運行情報の配信などを指令所で一括処理又は管理を行う。
輸送計画作成管理システム
列車ダイヤ作成、車両運用計画作成、乗務員運用計画作成を行い、様々な制約条件や各計画間の整合性のチェック機能、これらを加味して行われるシミュレーション機能、基本輸送計画データに日々の輸送計画の変更情報を行う多客・臨時輸送計画作成業務の支援を行う。
車両管理システム
新幹線車両の検修業務の効率化、車両故障の未然防止、車両故障に対する迅速な対応の支援を行う。
指令情報伝達・旅客案内システム
運転当日の2日前以降において、列車ダイヤや列車運用計画・車両運用計画を変更する必要が発生した場合に、指令員がその変更内容をダイヤ管理卓で入力して登録を行う。ダイヤ管理卓で登録された変更データは、システムにより指令情報として関係各所に示達されるとともに、統合情報端末において表示され、プリンタで自動印刷される、また、受領応答が必要とされる箇所においては、受領確認者に受領確認操作の義務が行われており、必要とされる箇所に確実に示達されたことが把握できるようにダイヤ管理卓に表示される。
作業計画管理システム
新幹線設備の保守作業の事故防止の強化、作業計画策定から実施までの一連の業務の円滑化を行う。また、運行管理システムとの間で作業時間帯・運行時間帯を共有して、き電の定時停送条件の作成も行う。
電力遠隔制御システム
新幹線の電力指令の基本的な業務のき配電系統の統制を行い、異常時における判断能力の向上と取扱い誤りの防止により、事故時の早期復旧と安定的な電力供給を行う。また、電力指令において定期的に行なわれている制御は自動化されている。
設備管理システム
新幹線の地上設備の施設と電気の設備実態の状況を迅速且つ的確に把握を行う。また、地上設備の検査結果や保守内容を管理して、設備の予防保全を行うための検査計画に情報の提供も行う。
列車無線システム
新幹線車両と指令員との間に音声系・データ系の回線を提供しており、音声系で重要なものは、常用・迂回の2回線を保有している。
防災情報信通設備管理システム
防災情報管理、信号設備状態監視、列車無線システム常態監視と制御、通信設備監視、その他の設備監視を行う。輸送指令員のほかに、施設・信号通信指令員にも情報を提供している。